# Nowy Biegun dla Włoch

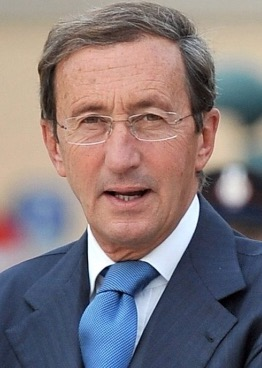
Gianfranco Fini, lider FLI

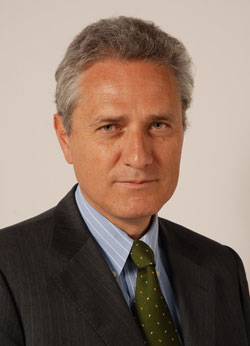
Francesco Rutelli, lider ApI

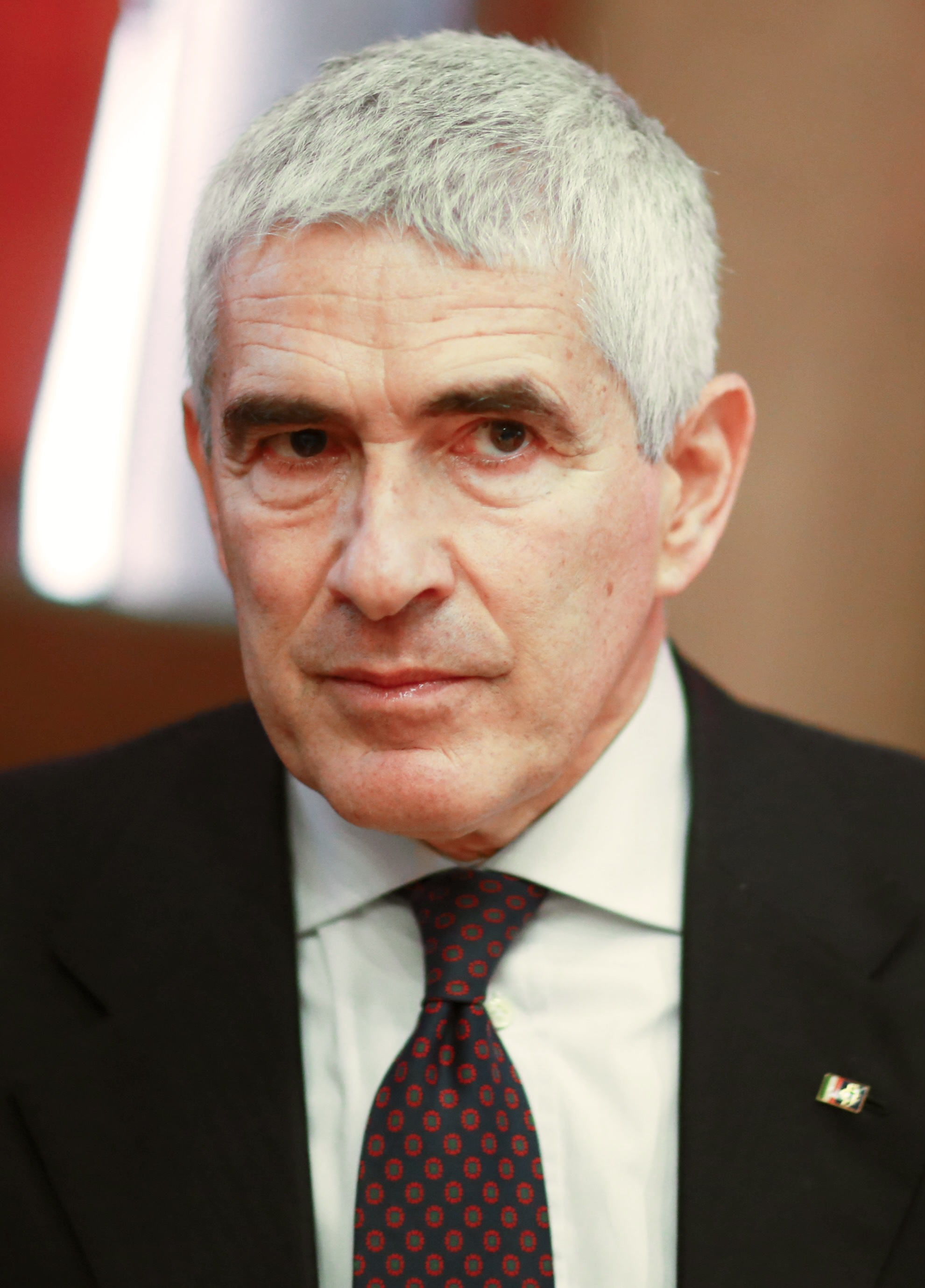
Pier Ferdinando Casini, lider UdC

Nowy Biegun dla Włoch (wł. Nuovo Polo per l'Italia, NPI) – koalicja włoskich centrowych i centroprawicowych partii politycznych, której liderami zostali Pier Ferdinando Casini, Gianfranco Fini i Francesco Rutelli.
Sojusz ten, w mediach jeszcze przed powstaniem określany jako Trzeci Biegun (wł. Terzo Polo), został zawiązany 15 grudnia 2010. Miało to miejsce tuż po wygranym przez rząd Silvia Berlusconiego głosowaniu nad wotum nieufności. Porozumienie pod nazwą Biegun Narodu (wł. Polo della Nazione) zawarły główne parlamentarne ugrupowania nienależące ani do koalicji rządowej (tworzonej przez Lud Wolności i Ligę Północną), ani do lewicowej opozycji skupionej wokół Partii Demokratycznej.
Koalicjanci zadeklarowali współpracę w radach regionalnych i wyborach różnych szczebli. Nowa inicjatywa została określona jako alternatywa dla dwóch głównych obozów politycznych. Na spotkaniu koordynacyjnym ze stycznia 2011, w którym wzięło udział ponad stu parlamentarzystów krajowych i europejskich, przyjęto nazwę Nowy Biegun dla Włoch. W tym samym miesiącu posłowie czterech największych ugrupowań NPI zadeklarowali powołanie wspólnego klubu deputowanych w Sycylijskim Zgromadzeniu Regionalnym.
Wśród ugrupowań tworzących Nowy Biegun dla Włoch znalazły się ugrupowania chrześcijańsko-demokratyczne, konserwatywno-liberalne, liberalne i regionalne. Do największych z nich należały:
- Przyszłość i Wolność dla Włoch Gianfranca Finiego, przewodniczącego Izby Deputowanych XVI kadencji,
- Unia na rzecz Centrum Pier Ferdinanda Casiniego,
- Sojusz dla Włoch Francesca Rutelliego,
- Ruch dla Autonomii Raffaele Lombardo, prezydenta Sycylii.

NPI wsparły również mniejsze partie posiadające niewielką reprezentację parlamentarną (Liberalni Demokraci Danieli Melchiorre, Europejski Ruch Republikański Luciany Sbarbati i Verso Nord Massima Cacciarego), ponadto Włoska Partia Liberalna i grupa niezależnych polityków (w tym republikanin Giorgio La Malfa).
W 2012 koalicja faktycznie się rozpadła.